# Coscinodiscus
Coscinodiscus је типски род у оквиру класе Coscinodiscophyceae. 

## Карактеристике
Овом роду припада више од 400 врста и рецентних и фосилних. Највећи број савремених врста насељава (топла) мора, где представљају највећи морски планктонски таксон. То су једноћелијске силикатне алге, дијаметра од 30 до 500 нанометара, нискоцилиндричног панцира. Осим што могу бити цилиндричне, могу имати и дискоидални или клинасти облик и увек живе солитарно. У центру валве су различите розете великих ареола. Поседују бројне хлоропласте. Заступљене су широм света.